# Nosophora scotaula
Nosophora scotaula là một loài bướm đêm trong họ Crambidae.